# Skeppsbol
Skeppsbol är en småort i Österåkers kommun i Stockholms län, belägen norr om Åkersberga på östra sidan om sjön Skiren.